# 萊克拉法葉 (密蘇里州)
萊克拉法葉（英語：Lake Fayette）是位於美國密蘇里州拉法葉縣的城市。

## 人口
根據2020年美國人口普查的數據，萊克拉法葉的面積為1.97平方千米，當中陸地面積為1.66平方千米，而水域面積為0.31平方千米。當地共有人口277人，而人口密度為每平方千米141人。